# Lijst van Tweede Kamerleden 1929-1933

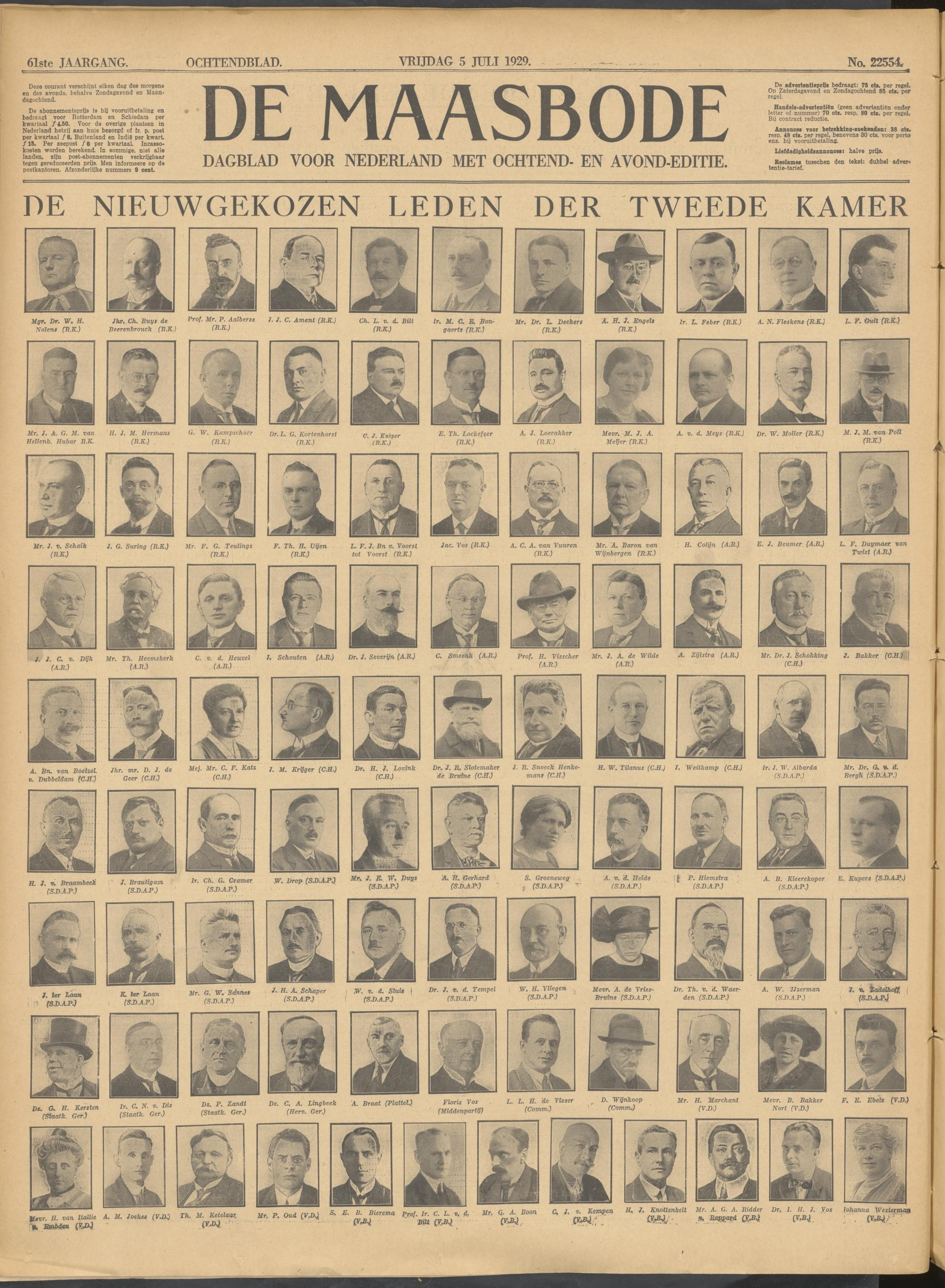

De samenstelling van de Tweede Kamer der Staten-Generaal 1929-1933 biedt een overzicht van de Tweede Kamerleden in de periode tussen de Tweede Kamerverkiezingen van 3 juli 1929 en de Tweede Kamerverkiezingen van 26 april 1933. De regering werd in augustus 1929 gevormd door het kabinet-Ruijs de Beerenbrouck III. De zittingsperiode ging in op 17 september 1929. Er waren 100 Tweede Kamerleden.
De partijen staan in volgorde van grootte. De politici staan in alfabetische volgorde, uitgezonderd de fractievoorzitter die telkens vetgedrukt als eerste van zijn of haar partij vermeld staat..

## Gekozen bij de verkiezingen van 3 juli 1929

### RKSP (30 zetels)
- Wiel Nolens, fractievoorzitter
- Piet Aalberse
- Joannes Josephus Cornelis Ament
- Charles Ludovicus van de Bilt
- Max Bongaerts
- Arnold Engels
- Louis Feber
- Albertus Nicolaas Fleskens
- Carel Goseling[1]
- Leo Guit
- Jacques van Hellenberg Hubar
- Henri Hermans
- Gerardus Wilhelmus Kampschöer
- Rad Kortenhorst
- Kees Kuiper
- Emile Lockefeer
- Toon Loerakker
- Annie Meijer
- Albert van der Meijs
- Hendrik Moller
- Max van Poll
- Theodoor François Marie Schaepman[1]
- Josef van Schaik
- Johannes Georgius Suring
- Frans Teulings
- Franciscus Theodorus Hubertus Uijen
- Louis François Joseph Maria van Voorst tot Voorst
- Jacobus Vos Azn.
- Adrianus Cornelis Antonie van Vuuren
- Antonius Ignatius Maria Josephus van Wijnbergen

### SDAP (24 zetels)
- Willem Albarda, fractievoorzitter
- George van den Bergh
- Hendrik Jan van Braambeek
- Johan Brautigam
- Charles Cramer
- Willem Drop
- Jan Duijs
- Adriaan Gerhard
- Suze Groeneweg
- Albert van der Heide
- Pieter Hiemstra
- Arie IJzerman
- Asser Benjamin Kleerekoper
- Evert Kupers
- Jan ter Laan
- Kornelis ter Laan
- Goswijn Sannes
- Jan Schaper
- Wiebe van der Sluis
- Jan van den Tempel
- Willem Vliegen
- Agnes de Vries-Bruins
- Theo van der Waerden
- Jan van Zadelhoff

### ARP (12 zetels)
- Hendrik Colijn, fractievoorzitter
- Egbertus Johannes Beumer
- Jannes Johannes Cornelis van Dijk
- Lodewijk Franciscus Duymaer van Twist
- Theo Heemskerk
- Chris van den Heuvel
- Jan Schouten
- Johannes Severijn
- Chris Smeenk
- Hugo Visscher
- Jacob Adriaan de Wilde
- Albertus Zijlstra

### CHU (11 zetels)
- Jan Schokking, fractievoorzitter
- Jouke Bakker
- Carel Wessel Theodorus van Boetzelaer van Dubbeldam
- Frida Katz
- Jan Krijger jr.
- Hermanus Johannes Lovink
- Jan Willem Hendrik Rutgers van Rozenburg[1]
- Jan Rudolph Slotemaker de Bruïne
- Johan Reinhardt Snoeck Henkemans
- Hendrik Tilanus
- Jan Weitkamp

### Vrijheidsbond (8 zetels)
- Hendrik Johan Knottenbelt, fractievoorzitter
- Steven Edzo Broeils Bierema
- Cornelis Lodewijk van der Bilt
- Gerard Adolf Boon
- Carel Joseph van Kempen
- Anthon Gerrit Aemile van Rappard
- Isidoor Henry Joseph Vos
- Jo Westerman

### VDB (7 zetels)
- Henri Marchant, fractievoorzitter
- Betsy Bakker-Nort
- Fekko Ebel Hajo Ebels
- Mien van Itallie-van Embden
- Dolf Joekes
- Theodore Matthieu Ketelaar
- Pieter Oud

### SGP (3 zetels)
- Gerrit Hendrik Kersten, fractievoorzitter
- Cor van Dis sr.
- Pieter Zandt

### CPH (1 zetel)
- Lou de Visser, fractievoorzitter

### CPH-Wijnkoop (1 zetel)
- David Wijnkoop

### HGSP (1 zetel)
- Casper Andries Lingbeek, fractievoorzitter

### Plattelandersbond (1 zetel)
- Arend Braat, fractievoorzitter

### MP voor S&L (1 zetel)
- Floris Vos, fractievoorzitter

## Bijzonderheden
- Charles Ruijs de Beerenbrouck, Laurentius Nicolaas Deckers (beiden RKSP) en Dirk Jan de Geer (CHU) namen hun verkiezing als Tweede Kamerlid niet aan vanwege hun benoeming tot minister in het kabinet-Ruijs de Beerenbrouck III. Hun opvolgers, Carel Goseling, Theodoor François Marie Schaepman (beiden RKSP) en Jan Rutgers van Rozenburg (CHU), werden op 17 september 1929 geïnstalleerd.

## Tussentijdse mutaties

### 1929
- 19 november: Jan ter Laan (SDAP) nam ontslag vanwege zijn benoeming tot wethouder van Rotterdam. Zijn opvolger Gijsbert van der Houven werd op 10 december dat jaar geïnstalleerd.

### 1930
- 2 januari: Goswijn Sannes (SDAP) overleed. Zijn opvolger Harm de Boer werd op 11 februari dat jaar geïnstalleerd.
- 16 september: David Wijnkoop (CPH-Wijnkoop) sloot zich opnieuw aan bij de Communistische Partij Holland (CPH), waarna hij in de CPH-fractie ging zetelen.

### 1931
- 27 augustus: Wiel Nolens (RKSP) overleed. Hij werd als fractievoorzitter van de RKSP op 15 september 1931 opgevolgd door Piet Aalberse. Zijn opvolger als Tweede Kamerlid, Jos Maenen, werd op 13 oktober dat jaar geïnstalleerd.
- 16 september: Johan Brautigam (SDAP) nam ontslag vanwege zijn benoeming tot wethouder van Rotterdam. Zijn opvolgster Alida de Jong werd op 29 september dat jaar geïnstalleerd.
- 17 september: Asser Benjamin Kleerekoper (SDAP) vertrok uit de Tweede Kamer om gezondheidsredenen. Zijn opvolger Jan ter Laan werd op 13 oktober dat jaar geïnstalleerd.
- 16 oktober: Carel Joseph van Kempen (Vrijheidsbond) nam ontslag om gezondheidsredenen. Zijn opvolger Bernardus Dirks Eerdmans werd op 1 december dat jaar geïnstalleerd.
- 20 oktober: Johannes Severijn (ARP) nam ontslag vanwege zijn benoeming tot hoogleraar aan de Rijksuniversiteit van Utrecht. Zijn opvolger Herman Amelink werd op 6 november dat jaar geïnstalleerd.

### 1932
- 9 januari: Casper Andries Lingbeek (HGSP) nam ontslag vanwege zijn benoeming tot predikant van de Nederlandse Hervormde Kerk in Urk. Zijn opvolger Bate Gerrit Peereboom, die hem tevens opvolgde als fractievoorzitter van de HGSP, werd op 18 mei dat jaar geïnstalleerd.
- 1 maart: Jan Schokking (CHU) nam ontslag vanwege zijn benoeming tot lid van de Raad van State. Hij werd als fractievoorzitter van de CHU opgevolgd door Johan Reinhardt Snoeck Henkemans. Zijn opvolger als Tweede Kamerlid, Johan Langman, werd op 21 juni dat jaar geïnstalleerd.
- 2 april: Adrianus Cornelis Antonie van Vuuren (RKSP) overleed. Zijn opvolger Ype Keestra werd op 3 mei dat jaar geïnstalleerd.
- 12 juni: Theo Heemskerk (ARP) overleed. Zijn opvolger Herman Anthonie Dambrink werd op 20 september dat jaar geïnstalleerd.
- 19 september: Joannes Josephus Cornelis Ament (RKSP) overleed. Zijn opvolger Pieter Willem Hendrik Truyen werd op 8 november dat jaar geïnstalleerd.
- 22 september: Leo Guit (RKSP) vertrok uit de Tweede Kamer uit onvrede over de bezuinigingen op ambtenarensalarissen. Zijn opvolger Carl Romme werd op 31 januari 1933 geïnstalleerd.

1815-1818 ·
1818-1821 ·
1821-1824 ·
1824-1827 ·
1827-1830 ·
1830-1833 ·
1833-1836 ·
1836-1839 ·
1839-1842 ·
1842-1845 ·
1845-1848 ·
1848-1849 ·
1849-1850 ·
1850-1852 ·
1852-1853 ·
1853-1854 ·
1854-1856 ·
1856-1858 ·
1858-1860 ·
1860-1862 ·
1862-1864 ·
1864-1866 ·
1866 (sep) ·
1866-1868 ·
1868-1869 ·
1869-1871 ·
1871-1873 ·
1873-1875 ·
1875-1877 ·
1877-1879 ·
1879-1881 ·
1881-1883 ·
1883-1884 ·
1884-1886 ·
1886-1887 ·
1887-1888 ·
1888-1891 ·
1891-1894 ·
1894-1897 ·
1897-1901 ·
1901-1905 ·
1905-1909 ·
1909-1913 ·
1913-1917 ·
1917-1918 ·
1918-1922 ·
1922-1925 ·
1925-1929 ·
1929-1933 ·
1933-1937 ·
1937-1946 ·
1946-1948 ·
1948-1952 ·
1952-1956 ·
1956-1959 ·
1959-1963 ·
1963-1967 ·
1967-1971 ·
1971-1972 ·
1972-1977 ·
1977-1981 ·
1981-1982 ·
1982-1986 ·
1986-1989 ·
1989-1994 ·
1994-1998 ·
1998-2002 ·
2002-2003 ·
2003-2006 ·
2006-2010 ·
2010-2012 ·
2012-2017 ·
2017-2021 ·
2021-2023 ·
2023-heden
Overzicht historische zetelverdeling